# Yamanaka-See
Der Yamanaka-See (jap. 山中湖, Yamanaka-ko) ist einer der Fünf Fuji-Seen in der Nähe des Berges Fuji in Japan. 

## Übersicht
Der Yamanaka-See, wörtlich „See mitten in den Bergen“, liegt bei Yamanakako in der Präfektur Yamanashi und ist Teil des Fuji-Hakone-Izu-Nationalparks. Er entstand durch Lavaflüsse des Fuji. Er beherbergt verschiedene Karpfenarten. 1956 entdeckte eine Schulklasse die Wasserpflanze Marimo, die sonst nur viel weiter nördlich zu finden ist. Sie wurde als Fujimarimo (Fuji aegagropilae) registriert und ist als Naturdenkmal der Präfektur eingetragen. 
Seit dem 22. Juni 2013 gehört der See zum Weltkulturerbe des Fuji.
Von 1986 bis 1996 und 2004 fand am Ufer das Mount Fuji Jazz Festival statt.